# Stenoeme kempfi
Stenoeme kempfi är en skalbaggsart som beskrevs av Martins 1980. Stenoeme kempfi ingår i släktet Stenoeme och familjen långhorningar. Inga underarter finns listade i Catalogue of Life.